# Harlekinska polonica
Harlekinska polonica (znanstveno ime Harmonia axyridis) je vrsta polonice, izvorno razširjena v Vzhodni Aziji, ki so jo v začetku 20. stoletja pričeli uporabljati za biološki nadzor škodljivih listnih uši, kaparjev in drugih škodljivcev v nasadih v Severni Ameriki ter kasneje še v Evropi, danes pa se na teh območjih hitro širi po naravni poti. Ker pri tem izriva avtohtone vrste polonic in drugih plenilcev, jo obravnavamo kot invazivno.

## Opis
Po telesni zgradbi je podobna drugim polonicam, prepoznati jo je možno po tem, da je razmeroma velika - v dolžino meri 7 do 8 mm - in ima rjave noge. Vzorec obarvanosti je nezanesljiv znak, saj je izjemno variabilen. Osnovna barva pokrovk sega od bledo rumenkaste do črne, število pik od nič do 21 in njihova barva od oranžno-rdeče do črne. Tudi vzorec ščitka (pronotuma) je raznolik, s črnimi pegami na podlagi bele ali kremne barve, ki so lahko zlite v obliko črke M ali še večje da ostane komaj kaj bele. Na podlagi vzorcev je bilo v preteklosti opisanih več barvnih oblik (form), vendar le-te niso natančno določene oz. obstajajo osebki s celim gradientom vmesnih lastnosti. Zaradi te raznolikosti je bila vsaj osemkrat pomotoma opisana kot nova vrsta, dobila pa je tudi številna ljudska imena.
Na leto se običajno izmenjata dve generaciji, v ugodnih pogojih pa imajo lahko tudi štiri generacije letno. Odrasla samica izleže 20 do 50 jajčec na dan in 1000 do 4000 v življenju. V odraslem stadiju živijo približno eno leto, od tega se razmnožujejo tri mesece. Prezimijo kot odrasli osebki; jeseni se zbirajo v velike gruče na primernih mestih za prezimovanje - v svojem naravnem okolju na skalnatih pobočjih, v naseljih pa jih privabljajo stavbe s fasadami svetlih barv. Zato lahko predstavljajo nevšečnost za človeka, ker se jih lahko na enem mestu zbere tudi deset tisoč ali več, ob tem pa skozi okna, špranje in prezračevalne sisteme zahajajo v notranjost stavb. Jajčeca so ovalne oblike, dolga nekaj več kot milimeter. Ličinke se večkrat levijo in pred preobrazbo zrastejo do 10 mm v dolžino, starejše imajo oranžne lise na črni do sivi podlagi in razvejane prožne izrastke na hrbtni strani.

## Ekologija in razširjenost
Vrsta je izvorno razširjena od Srednje do Vzhodne Azije, od severnega osredenjega dela Rusije prek Mongolije in Kitajske do Tajvana in Japonske. Preferira gozdne habitate, sekundarno pa se pojavlja tudi v kulturni krajini in naseljih. Območje razširjenosti nakazuje, da prenese temperature nižje od ledišča do 30 °C.
Harlekinska polonica je polifag plenilec drugih žuželk, predvsem listnih uši, pri čemer izstopa po svoji požrešnosti. Poleg tega pleni tudi bolšice, kaparje in ličinke lepencev, ričkarjev ter metuljev. Ob pomanjkanju plena preide na pelod in nektar, opažen pa je bil tudi kanibalizem.
Zaradi učinkovitosti pri plenjenju listnih uši in drugih škodljivcev v sadjarstvu so vrsto od začetka 20. stoletja večkrat vnesli v Združene države Amerike za njihov biološki nadzor. Do konca stoletja niso opazili posebnosti, leta 1988 pa se je harlekinska polonica nenadoma ustalila v naravi in se pričela hitro širiti. Do danes se je razširila od Kanade do Floride in od vzhodne do zahodne obale Severne Amerike, obstajajo pa tudi že prvi podatki o pojavljanju v Braziliji in Argentini (Južna Amerika). Podobno je bilo v Evropi, kjer je bila prvič vnesena v 1960. letih na vzhodu, v 1990. letih pa so jo pričeli tržiti tudi v zahodnoevropskih državah. Od takrat se je bliskovito razširila po naravni poti v večini teh držav in se je ustalila tudi tam, kjer je niso načrtno izpuščali (Avstrija, Danska, Velika Britanija). Za Slovenijo je prvi znan podatek iz leta 2008 v Mariboru, danes pa je prisotna že v večjem delu države.Harlekinska polonica predstavlja neposredno nevšečnost za človeka predvsem jeseni, ko se zbira v gruče za prezimovanje in priletava v notranjost človekovih prebivališč. Pri odstranjevanju na silo (pometanje, sesanje) izvaja refleksno krvavitev, ki je sicer protiplenilska prilagoditev, in ta njen smrdeč izloček lahko umaže stene, pohištvo in oblačila. Poleg tega je iz istega razloga potencialno škodljiva v sadjarstvu in vinogradništvu; osebke, ki se zadržujejo na grozdih in sadežih, občasno stisnejo skupaj s plodovi, pri čemer alkaloidi v njihovih obrambnih izločkih pokvarijo okus. Mnogo večja težava utegnejo v bližnji prihodnosti postati vplivi na avtohtono favno. Zaradi svoje velikosti, agresivnosti in hitrega razmnoževanja ta polonica izriva avtohtone vrste plenilcev listnih uši v različnih okoljih in v nekaterih primerih pleni tudi plenilce same. Več raziskav je že potrdilo negativen vpliv na preučevano avtohtono favno posameznih območij. Zaradi naštetih lastnosti in raznolikega plena je med 31 tujerodnimi vrstami, uporabljenimi za biološki nadzor v Evropi, po indeksu tveganja druga najbolj tvegana vrsta in je uvrščena tudi med 100 najresnejših tujerodnih groženj evropski biotski raznovrstnosti.